# Ангистри
Ангистри (грч. Αγκίστρι) је једно од Саронских острва, које се налази поред острва Егине у Саронском заливу, око 35 км југозападно од луке Пиреј и 6 км југозападно од острва Егина. Спецес са неколико суседних острваца и хриди чини засебну општину у оквиру округа Острва Периферије Атика.
Острво Ангистри је дуго шест, а широко до три километра, површине 13,367 км². Брдовито је и покривено боровом шумом. Највиши врх достиже висину од 294 метра.
На острву живи 886 становника, према попису од 2001, који живе у три насеља: Милос, Скала и Лименарија. Милос је главно насеље где живи већина грчке популације на острву. Скала је двадесет минута хода од Милоса дуж пута уз обалу. У Скали је већина туристичких објеката и хотела. Лименариа је веома мало насеље на другој страни острва, са слабо развијеним туризмом.
Најближи аеродром се налази у близини Атине. Из луке Пиреј постоје и редовне трајектне везе са хидрокрилцем ка Агистри и Егини. Између места на острву, посебно у летњим месецима, постоји аутобуска веза.

## Галерија
- Панорамски снимак из луке на острву Ангистри.
- Лука и плаже Скале на Ангистри.
- Панорамски снимак из луке у Скали.
- Насеље Лименарија.
- Плажа, Скала